# Ардаши (деревня)
Ардаши — деревня в Зуевском районе Кировской области России. Входит в состав Семушинского сельского поселения.

## География
Находится по реке Чепца, у железнодорожной линии Киров — Пермь на расстоянии примерно 28 километров на запад-северо-запад от районного центра города Зуевка.

## История
Упоминается с 1671 года. 

## Население
| 2010 |
| ---- |
| 36   |

В 1671 году учтено 2 двора, в 1764 году - 33 жителя. В 1873 году отмечено было дворов 9 и жителей 99, в 1905 году 26 и 139, в 1926 38 и 158. В 1950 году было учтено хозяйств 27 и жителей 40. В 1989 году учтено 63 жителя.

### Национальный состав
Согласно результатам переписи 2002 года, в национальной структуре населения русские составляли 95 % из 260
чел.

## Инфраструктура
Путевое хозяйство Горьковской железной дороги. Станция Ардаши.

## Транспорт
Доступна автомобильным и железнодорожным транспортом.